# Прокопова, Людмила
Людмила Прокопова (чеш. Ludmila Prokopová, болг. Людмила Прокопова; 16 февраля 1888 года, Куклены, Градец-Кралове — 6 апреля 1959 года, София) — чешская и болгарская оперная певица, пианистка и музыкальный педагог. Заслуженная артистка Народной Республики Болгария (1951), лауреат Димитровской премии.

## Биография
Начальное музыкальное образование получила от отца (регента). В 1908 г. окончила Пражскую консерваторию (класс фортепиано Карела Хофмайстера). В 1908—1910 гг. преподавала в органной школе Яначека в Брно.
Большое влияние на дальнейшую жизнь и творческое развитие оказало знакомство с консерваторских времён с учившейся там же болгарской певицей Христиной Морфовой. Х. Морфова стала для Л. Прокоповой не только учителем пения, но и ближайшей подругой, и в 1911 году они выехали в Болгарию, где Л. Прокопова провела практически всю жизнь (помимо продолжительных гастролей в 1916—1930 годах по всей Европе вместе с Х. Морфовой в качестве её аккомпаниатора). В 1912—1916 годах преподавала в Государственном музыкальном училище, одновременно — репетитор в Софийской опере.
Как певица выступала в Пражском национальном театре (1900, 1909, 1912—1923, 1927, 1928), Восточно-чешском театре (Пардубице, 1920), в театрах Брно (1920, 1921), Оломоуца (1923), Пльзени (1923—1926, 1928), в Словацком национальном театре (Братислава, 1927, 1933).
В 1930 году подруги окончательно обосновались в Софии и открыли в своём доме частную музыкальную школу; среди их учеников были известные впоследствии в Болгарии певицы Гюрга Пинджурова, Райна Михайлова и Мария Милкова-Золотович. В доме собирался также круг заметных профессионалов и любителей музыки, к которому принадлежал, в частности, и Панчо Владигеров. Прокопова и Морфова входили также в число музыкантов, стоявших у истоков ежегодного музыкального фестиваля в Варне. После гибели Морфовой в 1936 году Прокопова возглавляла школу в одиночку. В дальнейшем — руководитель и дирижёр женского хора «Христина Морфова». В 1937—1958 годах преподавала в Болгарской государственной консерватории (с 1942 — профессор), где среди её учеников были, в частности, Райна Кабаиванска и Димитр Узунов. Одновременно в течение 12 лет была солисткой оперных театров Праги и Софии.
В последние годы жизни Прокопова участвовала в создании женского хора при Национальной библиотеке, который в дальнейшем стал называться хором имени Морфовой и Прокоповой.

## Творчество
Автор сольных и хоровых песен в народном духе, десять из которых были опубликованы в Праге в 1926 году.

### Репертуар
премьеры в Пражском национальном театре:
- 1900 «Кармен» Ж. Бизе; режиссёр Роберт Полак (чеш. Robert Polák) — Микаэла
- 1909 «Проданная невеста» Б. Сметаны; режиссёр Р. Полак — Гата
- 1912 «Аида» Дж. Верди; режиссёры Р. Полак, Эмиль Поллерт[чеш.], Йозеф Мунклингер[англ.] — первая жрица
- 1912 «Бал-маскарад» Дж. Верди; режиссёры Р. Полак, Й. Мунклингер — Оскар (паж)
- 1912 «Тангейзер и состязание певцов в Вартбурге» Р. Вагнера; режиссёры Р. Полак, Владимир Вуршер (чеш. Vladimír Wuršer), Э. Поллерт — молодой пастух
- 1913 «Волшебная флейта» В. А. Моцарта; режиссёр Р. Полак — Памина
- 1913 «Тайна» Б. Сметаны; режиссёр Р. Полак — Блажена
- 1915 «Русалка» А. Дворжака; режиссёр Р. Полак — Русалка
- 1916 «Na starém bělidle» К. Коваровича; режиссёр Р. Полак — Старена
- 1917 «Миньон[англ.]» А. Тома́; режиссёры Р. Полак, Й. Мунклингер, Э. Поллерт — Миньон
- 1917 «Шарка[чеш.]» З. Фибиха; режиссёр Р. Полак — Либина
- 1917 «Ева[чеш.]» Й. Фёрстера; режиссёры Р. Полак, Й. Мунклингер — Зузка
- 1919 «Борис Годунов» М. Мусоргского; режиссёры Р. Полак, Э. Поллерт — Ксения
- 1919 «Фауст и Маргарита» Ш. Гуно; режиссёры Р. Полак, Э. Поллерт, Й. Мунклингер — Зибель
- 1919 «Лакме» Л. Делиба; режиссёр Р. Полак — Маллика
- 1919 «Дон Жуан» В. А. Моцарта; режиссёры Р. Полак, В. Вуршер, Э. Поллерт — Церлина
- 1920 «Либуше» Б. Сметаны; режиссёр Р. Полак — первый жнец
- 1920 «Луиза[англ.]» Г. Шарпантье; режиссёры Р. Полак, В. Вуршер, Э. Поллерт — Камилла
- 1920 «Хитрый крестьянин» А. Дворжака; режиссёр Р. Полак — Бетти
- 1920 «Тайна[чеш.]» Б. Сметаны; режиссёр Р. Полак — Блаженка
- 1920 «Мессинская невеста[чеш.]» З. Фибиха; режиссёры Р. Полак, Э. Поллерт — Пан из царских друзей
- 1921 «Фальстаф» Дж. Верди; режиссёр Э. Поллерт — Нанетта
- 1921 «Свадьба Фигаро» В. А. Моцарта; режиссёры Р. Полак, В. Вуршер, Й. Мунклингер — Керубино
- 1921 «Волшебная флейта» В. А. Моцарта; режиссёры Р. Полак, В. Вуршер, Э. Поллерт — Памина
- 1921, 10 апреля Концерт солистов Пражской оперы
- 1921 «Симсон» Р. Замрзлы[чеш.]; режиссёр Р. Полак — Ирина
- 1921 «Мадам Баттерфляй» Дж. Пуччини; режиссёры Э. Поллерт, Хануш Тейн[чеш.], Й. Мунклингер — мадам Баттерфляй (Чио-Чио-сан)
- 1922 «Тайна[чеш.]» Б. Сметаны; режиссёры Р. Полак, Э. Поллерт — Блаженка
- 1923 «Поцелуй[чеш.]» Б. Сметаны; режиссёры Р. Полак, В. Вуршер, Ф. Пуйман[чеш.] — Барса

## Награды
- Димитровская премия (1950)
- Заслуженный артист Народной Республики Болгария (1951)